# Sarcophaga yunnanensis
Sarcophaga yunnanensis är en tvåvingeart som först beskrevs av Fan 1964.  Sarcophaga yunnanensis ingår i släktet Sarcophaga och familjen köttflugor. Inga underarter finns listade i Catalogue of Life.